# Aloe mayottensis
Aloe mayottensis är en grästrädsväxtart som beskrevs av Alwin Berger. Aloe mayottensis ingår i släktet Aloe och familjen grästrädsväxter. Inga underarter finns listade i Catalogue of Life.